# إيريك كاريتو
إيريك كاريتو (بالفرنسية: Éric Caritoux)‏ مواليد 16 أغسطس 1960 في فرنسا، هو دراج فرنسي سابق في صنف سباق الدراجات على الطريق.

## سباقات أو مراحل فاز بها
- طواف إسبانيا

## روابط خارجية
- إيريك كاريتو على موقع أرشيف الدراجات (الإنجليزية)
- إيريك كاريتو على موقع إحصائيات الدراجات الإحترافية (الإنجليزية)
- إيريك كاريتو على موقع CycleBase (الإنجليزية)
- Complete french site about Jean de Gribaldy